# كأس ملك البحرين
كأس ملك البحرين لكرة القدم هي بطولة كرة القدم للرجال بنظام خروج المغلوب الرئيسية في البحرين.
تغير مسمى البطولة عدة مرات حيث كان يطلق عليها بطولة كأس الأمير من 1952 إلى 1959 ومن 1978 إلى 2002 وكأس الاتحاد من 1960 إلى 1977 واستقر المسمى على بطولة كأس ملك البحرين من 2003 حتى الوقت الحاضر.

## سجل الأبطال
| - 1952: المحرق. - 1953: المحرق. - 1954: المحرق. - 1958: المحرق. - 1959: المحرق. - 1960: النسور. - 1961: المحرق. - 1962: المحرق. - 1963: المحرق. - 1964: المحرق. - 1966: المحرق. - 1967: المحرق. - 1968: النسور. - 1969: العربي. - 1970: البحرين. - 1971: البحرين. | - 1972: المحرق. - 1973: الرفاع الغربي. - 1974: المحرق. - 1975: المحرق. - 1976: الحالة. - 1977: النسور. - 1978: المحرق. - 1979: المحرق. - 1980: الحالة. - 1981: الحالة. - 1982: الأهلي. - 1983: المحرق. - 1984: المحرق. - 1985: الرفاع الغربي. - 1986: الرفاع الغربي. - 1987: الأهلي. - 1988: النجمة. - 1989: المحرق. - 1990: المحرق. - 1991: الأهلي. | - 1992: الوحدة. - 1993: المحرق. - 1994: الوحدة. - 1995: المحرق. - 1996: المحرق. - 1997: المحرق. - 1998: الرفاع الغربي. - 1999: الرفاع الشرقي. - 2000: الرفاع الشرقي. - 2001: الأهلي. - 2002: المحرق. - 2003: الأهلي. - 2004: الشباب. - 2005: المحرق. - 2006: النجمة. - 2007: النجمة. - 2008: المحرق. - 2009: المحرق. - 2010: الرفاع. - 2011: المحرق. | - 2012: المحرق. - 2013: المحرق. - 2014: الرفاع الشرقي. - 2015: الحد. - 2016: المحرق. - 2016–17: المنامة. - 2017–18: النجمة. - 2018–19: الرفاع - 2019–20: المحرق - 2020–21: الرفاع - 2021–22: الخالدية - 2022–23: لم يحدد بعد |

## الأكثر تتويجاً
| النادي        | البطل                              |
| ------------- | ---------------------------------- |
| المحرق        | 32                                 |
| الأهلي        | 8 (3 كنادي النسور المنامة)         |
| النجمة        | 6 (3 كنادي الوحدة و1 كنادي الوحدة) |
| الرفاع        | 5 (4 كنادي الرفاع الغربي)          |
| الحالة        | 3                                  |
| الرفاع الشرقي | 3                                  |
| الخالدية      | 1                                  |